# Futbol'nyj Klub Lokomotiv Moskva 2016-2017
Questa voce raccoglie le informazioni riguardanti la Lokomotiv Moskva nelle competizioni ufficiali della stagione 2016-2017.

## Maglie e sponsor
|  | Casa |  | Trasferta |

## Rosa

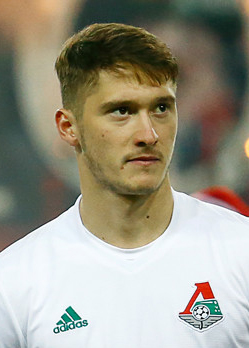
Aleksej Mirančuk, l'autore del gol vittoria nella finale di Coppa di Russia

| N. |                       | Ruolo | Calciatore           |
| -- | --------------------- | ----- | -------------------- |
| 1  | Russia (bandiera)     | P     | Guilherme            |
| 3  | Russia (bandiera)     | D     | Timofej Margasov     |
| 4  | Portogallo (bandiera) | C     | Manuel Fernandes     |
| 5  | Serbia (bandiera)     | D     | Nemanja Pejčinović   |
| 7  | Brasile (bandiera)    | A     | Maicon               |
| 8  | Perù (bandiera)       | A     | Jefferson Farfán     |
| 9  | Russia (bandiera)     | A     | Igor' Portnjagin     |
| 10 | Russia (bandiera)     | C     | Dmitrij Los'kov      |
| 11 | Russia (bandiera)     | C     | Alan Kasaev          |
| 14 | Croazia (bandiera)    | D     | Vedran Ćorluka       |
| 17 | Ucraina (bandiera)    | D     | Taras Mychalyk       |
| 18 | Russia (bandiera)     | C     | Aleksandr Kolomejcev |
| 20 | Russia (bandiera)     | C     | Vladislav Ignat'ev   |
| 23 | Russia (bandiera)     | C     | Dmitrij Tarasov      |

| N. |                         | Ruolo | Calciatore         |
| -- | ----------------------- | ----- | ------------------ |
| 27 | Russia (bandiera)       | C     | Igor' Denisov      |
| 28 | Finlandia (bandiera)    | D     | Boris Rotenberg    |
| 29 | Uzbekistan (bandiera)   | D     | Vitalij Denisov    |
| 32 | Serbia (bandiera)       | A     | Petar Škuletić     |
| 33 | Georgia (bandiera)      | D     | Solomon Kvirkvelia |
| 36 | Russia (bandiera)       | C     | Dmitrij Barinov    |
| 41 | Russia (bandiera)       | P     | Miroslav Lobancev  |
| 49 | Russia (bandiera)       | D     | Roman Šiškin       |
| 55 | Russia (bandiera)       | C     | Renat Janbaev      |
| 59 | Russia (bandiera)       | C     | Aleksej Mirančuk   |
| 77 | Russia (bandiera)       | P     | Anton Kočenkov     |
| 81 | Russia (bandiera)       | P     | Il'ja Abaev        |
| 88 | RD del Congo (bandiera) | C     | Delvin N'Dinga     |
| 90 | Brasile (bandiera)      | A     | Ari                |

## Risultati

### Campionato
| San Pietroburgo 30 luglio 2016 1ª giornata | Zenit San Pietroburgo | 0 – 0 referto | Lokomotiv Mosca | Stadio Petrovskij |

| Mosca 7 agosto 2016 2ª giornata | Lokomotiv Mosca | 2 – 2 referto | Tom' Tomsk | RZD Arena |

| Groznyj 14 agosto 2016 3ª giornata | Terek Groznyj | 1 – 1 referto | Lokomotiv Mosca | Achmat-Arena |

| Mosca 21 agosto 2016 4ª giornata | Lokomotiv Mosca | 0 – 0 referto | Kryl'ja Sovetov Samara | RZD Arena |

| Krasnodar 28 agosto 2016 5ª giornata | Krasnodar | 1 – 2 referto | Lokomotiv Mosca | Stadio Kuban' |

| Mosca 11 settembre 2016 6ª giornata | Spartak Mosca | 1 – 0 referto | Lokomotiv Mosca | Otkrytie Arena |

| Mosca 17 settembre 2016 7ª giornata | Lokomotiv Mosca | 0 – 1 referto | Ufa | RZD Arena |

| Rostov sul Don 24 settembre 2016 8ª giornata | Rostov | 1 – 0 referto | Lokomotiv Mosca | Stadio Olimp-2 |

| Mosca 1º ottobre 2016 9ª giornata | Lokomotiv Mosca | 1 – 1 referto | Arsenal Tula | RZD Arena |

| Perm' 15 ottobre 2016 10ª giornata | Amkar Perm' | 0 – 0 referto | Lokomotiv Mosca | Stadio Zvezda |

| Mosca 23 ottobre 2016 11ª giornata | Lokomotiv Mosca | 1 – 0 referto | CSKA Mosca | RZD Arena |

| Kazan' 31 ottobre 2016 12ª giornata | Rubin | 2 – 0 referto | Lokomotiv Mosca | Kazan Arena |

| Mosca 5 novembre 2016 13ª giornata | Lokomotiv Mosca | 4 – 0 referto | Anži | RZD Arena |

| Orenburg 19 novembre 2016 14ª giornata | Gazovik Orenburg | 1 – 1 referto | Lokomotiv Mosca | Stadio Gazovik |

| Mosca 26 novembre 2016 15ª giornata | Lokomotiv Mosca | 1 – 1 referto | Ural | RZD Arena |

| Mosca 1º dicembre 2016 16ª giornata | Tom' Tomsk | 1 – 6 referto | Lokomotiv Mosca | Trud Stadion |

| Mosca 4 dicembre 2016 17ª giornata | Lokomotiv Mosca | 2 – 0 referto | Terek Groznyj | RZD Arena |

| Ufa 5 marzo 2017 18ª giornata | Kryl'ja Sovetov Samara | 0 – 3 referto | Lokomotiv Mosca | Neftyanik Stadium |

| Mosca 13 marzo 2017 19ª giornata | Lokomotiv Mosca | 1 – 2 referto | Krasnodar | RZD Arena |

| Mosca 18 marzo 2017 20ª giornata | Lokomotiv Mosca | 1 – 1 referto | Spartak Mosca | RZD Arena |

| Ufa 1º aprile 2017 21ª giornata | Ufa | 0 – 1 referto | Lokomotiv Mosca | Neftyanik Stadium |

| Mosca 9 aprile 2017 22ª giornata | Lokomotiv Mosca | 0 – 0 referto | Rostov | RZD Arena |

| Tula 16 aprile 2017 23ª giornata | Arsenal Tula | 0 – 3 referto | Lokomotiv Mosca | Stadio Arsenal |

| Mosca 22 aprile 2017 24ª giornata | Lokomotiv Mosca | 3 – 3 referto | Amkar Perm' | RZD Arena |

| Mosca 26 aprile 2017 25ª giornata | CSKA Mosca | 4 – 0 referto | Lokomotiv Mosca | Arena CSKA |

| Mosca 29 aprile 2017 26ª giornata | Lokomotiv Mosca | 0 – 1 referto | Rubin | RZD Arena |

| Kaspijsk 8 maggio 2017 27ª giornata | Anži | 0 – 0 referto | Lokomotiv Mosca | Anži-Arena |

| Mosca 13 maggio 2017 28ª giornata | Lokomotiv Mosca | 4 – 0 referto | Gazovik Orenburg | RZD Arena |

| Ekaterinburg 17 maggio 2017 29ª giornata | Ural | 1 – 2 referto | Lokomotiv Mosca | SKB-Bank Arena |

| Mosca 21 maggio 2017 30ª giornata | Lokomotiv Mosca | 0 – 2 referto | Zenit San Pietroburgo | RZD Arena |

### Coppa di Russia
| Arbitro: | Kazartsev |

|  |           |                                                 |
|  | Marcatori | 44’ Kasaev 53’ (aut.) Chernyshov 64’ Portnjagin |

| Arbitro: | Seldyakov |

|            |           |                                             |
| Čočiev 75’ | Marcatori | 19’ Maicon 50’ Samedov 63’ Manuel Fernandes |

| Arbitro: | Chistyakov |

|                      |           |  |
| Aleksej Mirančuk 19’ | Marcatori |  |

| Arbitro: | Seldyakov |

|                      |           |  |
| Manuel Fernandes 44’ | Marcatori |  |

| Arbitro: | Nikolaev |

|  |           |                              |
|  | Marcatori | 76’ Denisov 90’ Al. Mirančuk |